# Státní převrat v Iráku v únoru 1963
Státní převrat v Iráku v únoru 1963 (někdy známý také jako ramadánová revoluce nebo revoluce 8. února) provedla irácká odnož panarabské strany Baas. Cílem vojenského převratu bylo svrhnout premiéra plukovníka Abdula Karima Kásima, který se moci chopil v roce 1958 během irácké revoluce. Po úspěchu převratu se novým premiérem stal generál Ahmad Hasan al-Bakr. Bývalý pobočník Kásima Abdul Salám Árif získal čestný titul prezidenta země. Další z pučistů, Alí Sálíh al-Sa'dí, dostal pod svou kontrolu národní gardu, která následně na jeho rozkaz provedla masakr v řadách komunistů a jejich příznivců. Během masakrů byly zabity stovky až tisíce lidí.
Strana Baas vládla v Iráku přibližně devět měsíců, než byla v listopadu 1963 svržena Abdulem Salámem Árifem, který ze své pozice prezidenta kritizoval nedostatečné vyznávání násirismu a slabou spolupráci s panarabským Egyptem. Následně bylo zabito 250 členů strany Baas.

## Pozadí
V červenci 1958 skupina arabských nacionalistů, důstojníků armády, provedla vojenský převrat, svrhla Irácké království a zavedla Iráckou republiku. Důstojníci byli vedeni plukovníkem Abdulem Karimem Kásimem a plukovníkem Abdulem Salámem Árifem. Krátce po úspěšném převratu nastal rozkol mezi nacionalisty a panarabisty. Druhou skupinu představoval Abdul Salám Árif a strana Baas. Ti chtěli urychlené připojení k Sjednocené arabské republice, která existovala v letech 1958 až 1971. Abdul Karim Kásim o připojení nestál, stejně jako Komunistická strana Iráku, což je svedlo dohromady. Nicméně Kásim komunistům nedůvěřoval a postupně nařídil jejich odzbrojení a několik předních členů nechal uvěznit.

## Průběh převratu

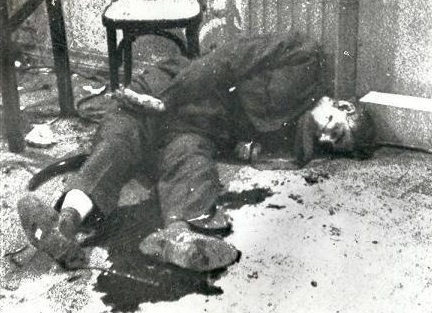
Premiér Abdul Karim Kásim byl popraven a jeho mrtvé tělo bylo vystaveno v televizním vysílání (únor 1963)

Pučisté z řad násirovců a panarabistů začali konspirovat proti Kásimovi s cílem jeho svržení již v roce 1962. Plánovalo se několik příležitostí, ale vždy byl pokus odvolán. Finální pokus měl proběhnout v lednu 1963, ale několik konspirátorů bylo odhaleno a zatčeno. pokus o převrat byl znovu odložen.
Nakonec převrat začal v ranních hodinách 8. února 1963, během ramadánu. Prvním zabitým byl komunistický důstojník letectva Džalál al-Awkátí. V téže době vjely tanky pušistů do města Abú Ghrajb a obsadili rozhlasovou stanici. Následovaly dva dny urputných bojů. Kromě armádních jednotek se do bojů zapojili také komunisté, kteří se postavili proti puči.
Dne 9. února Abdul Karim Kásim nabídl kapitulaci a svou rezignaci výměnou za zaručení bezpečného odchodu ze země. Jeho nabídka ale byla odmítnuta. Odpoledne téhož dne byl Kásim pučisty zadržen a na rozkaz Národní rady revolučního velení, která provedla rychlý formální soud, byl popraven. Pučisté poté vystavili jeho tělo v propagandistickém televizním vysílání, aby prokázali jeho zabití, jelikož někteří šíitové věřili v jeho návrat coby mahdího.
Kásimův dřívější společník Abdul Salám Árif, který nebyl baasistou, dostal ceremoniální titul prezidenta, jelikož pučisté chtěli legitimovat svůj převrat jeho popularitou. Exekutivní funkci premiéra získal baasistický generál Ahmad Hasan al-Bakr. Mocenský vliv si zajistil také další pučista Alí Sálíh al-Sa'dí, který ovládl národní gardu a de facto zemi vládl. Al-Sa'dí a revoluční velení vydali příkaz eliminovat každého, kdo by rušil pořádek. Během devíti měsíců jejich krutovlády byly zadrženy, mučeny nebo zavražděny tisíce lidí. Al-Sa'dí velmi rychle rozšířil počet gardistů z pěti tisíc v době převratu na 34 tisíc v srpnu 1963.

## Zapojení USA
Již dlouho panuje podezření, že strana Baas spolupracovala se CIA při plánování a provádění převratu. Příslušné dobové dokumenty týkající se operací CIA v Iráku stou stále utajeny. K roku 2021 „[výzkumníci] teprve začínají odhalovat, do jaké míry se Spojené státy podílely na organizování převratu,“ a jsou „rozděleni ve svých výkladech americké zahraniční politiky“. Bryan R. Gibson popsal, že ačkoli „je mezi experty přijímáno, že CIA... pomáhala straně Baas při jejím svržení [Kásimova] režimu“, tak „s výjimkou zveřejnění nových informací převaha důkazů potvrzuje závěr, že CIA nestála za baasistickým převratem v únoru 1963“. Peter Hahn tvrdí, že „odtajněné dokumenty vlády USA nenabízejí žádné důkazy, které by podpořily“ návrhy přímého zapojení USA.
Na druhou stranu Brandon Wolfe-Hunnicutt uvádí, že „účast CIA na převratu v roce 1963... byla po desetiletí veřejným tajemstvím“, přičemž uvádí „přesvědčivé důkazy o americké roli“ a veřejně odtajnil dokumenty, které „do značné míry dokládají věrohodnost“ zapojení CIA. Eric Jacobsen s odkazem na svědectví současných prominentních baasistů a amerických vládních úředníků uvádí, že „existuje dostatek důkazů, že CIA nejen měla kontakty s iráckou stranou Baas na počátku šedesátých let, ale také pomáhala při plánování převratu“. Nathan J. Citino uvedl, že „Washington podporoval hnutí vojenských důstojníků napojených na panarabskou stranu Baas, která svrhla Kásima“, ale že „rozsah odpovědnosti USA nelze plně stanovit na základě dostupných dokumentů“ a že „ačkoli Spojené státy neiniciovaly převrat, přinejlepším přispěly k násilí, které následovalo, a v nejhorším případě mu napomáhaly.“
Baasističtí vůdci udržovali kladné vztahy s americkými představiteli před, během a po převratu. Memorandum amerického ministerstva zahraničí z března 1964 uvádělo, že američtí „důstojníci vytrvale pěstovali“ „baaskou studentskou organizaci, která spustila revoluci 8. února 1963 sponzorováním úspěšné studentské stávky na univerzitě v Bagdádu“. Podle Wolfe-Hunnicutta odtajněné dokumenty naznačují, že Kennedyho administrativa si prověřovala dva prominentní představitele strany Baas – šéfa armádního předsednictva strany Baas, podplukovníka Sálíha Mahdího Ammáše, jehož zatčení 4. února posloužilo jako katalyzátor převratu, a Házima Džaváda, který byl „zodpovědný za operace distribuce stranického tisku“. Ammáš byl popisován jako „západně orientovaný, protibritský a antikomunistický“ a známý jako „přátelský k servisním atašé amerického velvyslanectví v Bagdádu“, zatímco budoucí americký velvyslanec v Iráku Robert C. Strong o Džavádovi hovořil jako o „jednom z našich chlapců“. Bývalý americký velvyslanec v Saúdské Arábii James E. Akins, který v letech 1961 až 1964 pracoval v politické sekci velvyslanectví v Bagdádu, uvedl, že byl osobně svědkem kontaktů mezi členy strany Baas a představiteli CIA.
Američtí představitelé byli nepochybně spokojeni s výsledkem převratu, a nakonec schválili zbrojní dohodu s Irákem v hodnotě 55 milionů dolarů a vyzvali arabské spojence Ameriky, aby se postavili proti Sověty podporované diplomatické ofenzivě obviňující Irák z genocidy proti jeho kurdské menšině na Valném shromáždění Organizace spojených národů (OSN). I když je nepravděpodobné, že by baasisté potřebovali pomoc při identifikaci iráckých komunistů, se všeobecně věří, že CIA poskytla národní gardě seznamy komunistů a dalších sympatizantů levice, kteří byli poté zatčeni nebo zabiti pod vedením al-Wanadawiho a al-Sa'dího.
Wolfe-Hunnicutt, citující současnou americkou protipovstaleckou doktrínu, poznamenává, že tvrzení o zapojení CIA do baasistických masakrů komunistů „by byla v souladu s americkou doktrínou zvláštní války“, pokud jde o americkou skrytou podporu antikomunistickým „zabijáckým“ týmům „usilujícím o násilné a zahraničně podporované svržení komunistů“ by sedělo s tehdejší amrickou zahraniční politikou. Odkazoval na jiné případy, kdy CIA sestavovala seznamy podezřelých komunistů cílených na popravu, jako se stalo v Guatemale v roce 1954 a Indonésii v letech 1965-66 (viz také operace CIA v Indonésii).

## Dohra
V průběhu roku 1963 Sovětský svaz aktivně pracoval na podkopání baasistické vlády, podporoval kurdské rebely pod vedením Mustafy Barzáního propagandou a „malým měsíčním stipendiem pro Barzáního“, v květnu pozastavil vojenské dodávky do Iráku, přesvědčil svého spojence Mongolsko, aby na Valném shromáždění OSN vzneslo obvinění z genocidy proti Iráku a podpořil neúspěšný komunistický pokus o převrat z července 1963.
V březnu 1963 se jiným vojenským převratem chopila strana Baas moci v Sýrii a vznikla tak Baasistická Sýrie.
Strana Baas vládla v Iráku přibližně devět měsíců, než byla v listopadu 1963 svržena Abdulem Salámem Árifem, který ze své pozice prezidenta kritizoval nedostatečné vyznávání násirismu a slabou spolupráci s panarabským Egyptem. Následně bylo zabito 250 členů strany Baas.
V červenci 1968 provedla strana Baas pod velením Ahmada Hasana al-Bakra a Saddáma Husajna další vojenský převrat a vytvořila Baasistický Irák. Ten padl až po americké invazi do Iráku v roce 2003.